# Faó (metge)
Faó (en llatí Phaon, en grec Φάων) fou un antic metge grec, que hauria viscut al voltant del segle v aC o una mica absns, ja que era contemporani o predecessor del gran metge Hipòcrates de Cos.
Se li atribueix per part de Galè el tractat titulat Περὶ Διαίτης πριεινη̂ς, anomenat en llatí De Salubri Victus Ratione, que forma part del Corpus hipocràtic.